# Calendarul Holocen
Calendarul Holocen, cunoscut și sub numele de Era Holocenă (e.h.), este un sistem de numerotare a anilor care adaugă exact 10.000 de ani schemei de numerotare dominante în prezent, plasându-și primul an aproape de început epocii geologice holocene și a Revoluției neolitice, când oamenii au trecut de la un stil de viață de vânător-culegător la agricultură și sedentarism. Anul curent după calendarul gregorian, 2022 d.Hr., este 12022 HE în calendarul holocen. Schema e.h. a fost propusă pentru prima dată de Cesare Emiliani în 1993.
Calendarul său este inspirat după cel al artistului și intelectualului Merlin Stone⁠(en)[traduceți] care în 1978 a conceput un calendar alternativ la cel creștin despre care se crede că distorsionează timpul real. Acesta consideră că anul 1 ar trebui plasat în anul 8000 când oamenii au inventat agricultura, astfel, anul curent ar fi 10021 d.d.a. (după dezvoltarea agriculturii). 

## Sumar
Propunerea lui Cesare Emiliani pentru o reformă calendaristică a încercat să rezolve o serie de presupuse probleme cu actuala eră creștină . Aceste probleme includ:
- "Anul Domnului" se bazează pe estimarea eronată a anului nașterii lui Isus. Epoca plasează anul nașterii lui Isus în anul 1 d.Hr., dar savanții moderni au stabilit că probabil s-a născut  în anii 4 î.en. - 7  î.en. Emiliani a susținut că înlocuirea acestuia cu începutul aproximativ al Holocenului are mai mult sens.
- Data nașterii lui Isus este un eveniment  mai puțin universal relevant decât începutul aproximativ al Holocenului. De altfel, musulmanii au calendarul lor propriu care începe din anul 622 e.n. când s-a petrecut Hegira - fuga profetului Mahomed de la Mecca la Medina. Calendarul ebraic începe din anul  4000 când s-ar fi petrecut "Facerea Lumii". Prin urmare, calendarul creștin nu este universal valabil.
- Anii de dinainte de Christos sunt numărați descrescător, ceea ce face dificilă calcularea intervalelor de timp.
- "Era de după Christos"  sau "Era Noastră" nu are un an zero, ci 1 î.Hr. urmat imediat de 1 d.Hr., ceea ce complică  calculul intervalelor de timp. Acest lucru este valabil la fel pentru Era comună, echivalentul său nereligios.
- În schimb, E.H.  folosește „începutul erei umane” că epocă, definită în mod arbitrar că 10.000 î.Chr. și denotată anul 1 e.h., astfel încât   1 d.Chr./e.n. se potrivește cu 10.001 e.h. Aceasta este data  aproximativă a începutului epocii geologice actuale, Holocenul. Motivația este că civilizația umană, agricultura și așezările urbane au apărut în acest timp. Emiliani a propus mai târziu că începutul Holocenului să fie fixat la aceeași dată cu începutul erei sale propuse.